# Demografie

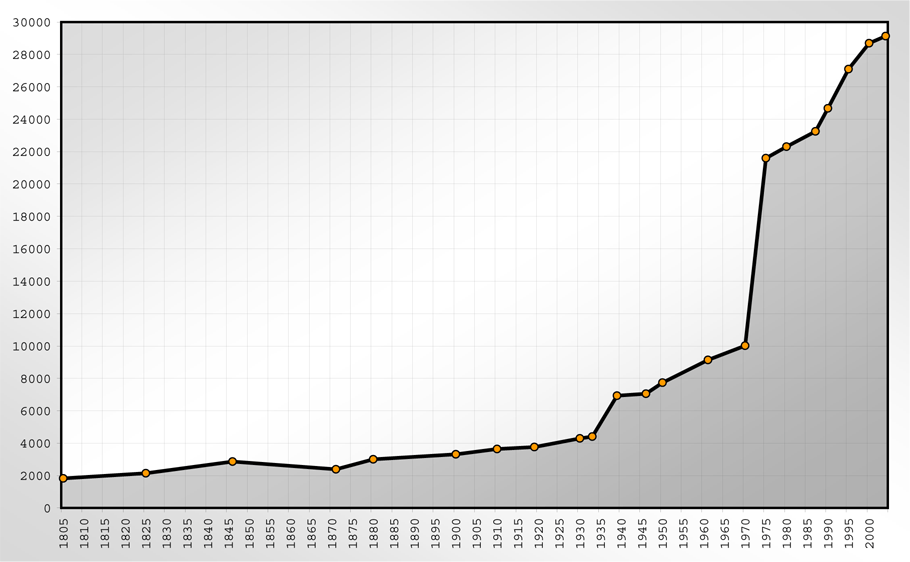
Exemplu - Creșterea demografică în orașul Bühl (Baden) din 1805 până în 2000.

Demografia este studiul dinamicii populațiilor umane. Ea cuprinde studiul mărimii, structurii și distribuției populației, precum și modul în care o populație se modifică în timp în urma nașterilor, deceselor, migrației și îmbătrânirii. Analiza demografică se poate referi la societăți întregi sau la grupuri definite după diferite criterii: nivel de educație, naționalitate, religie etc.
Demografia este o știință socială care, folosind cu precădere metode cantitative, studiază fenomene și procese privind îndeosebi numărul, repartiția geografică , structura și mișcarea populației umane.

## Date și metode
În demografie, se utilizează adesea cantități mari de date, colectate, de exemplu, din recensăminte și din registrele ținute de birourile de statistică a populației, în care se înregistrează nașterile, decesele, căsătoriile, etc. Datele demografice mai pot rezulta din sondaje efectuate în scop comercial, bazate pe metode de estimare indirectă. Primul recensământ modern a fost condus în SUA în 1790, cu toate că unele țări scandinave—de exemplu, Islanda și Danemarca—au avut recensăminte și mai devreme.
În multe țări, în special în lumea a treia, obținerea unor date demografice de încredere este dificilă, în mintea multora recensământul fiind asociat cu taxarea, ceea ce îi determină să absenteze de la acest proces. În anii 1980, de exemplu, populația Nigeriei a fost estimată la 101 milioane, însă la recensământul din 1991, chiar ținând cont de fenomenul de absentare voită, numărul locuitorilor țării a trebuit reestimat la numai 89 de milioane.

## Istorie

Exemplu - Analiza demografică a României, 1961 - 2003.

Cartea Natural and Political Observations ... upon the Bills of Mortality, publicată în 1662 de către John Graunt, conține un tabel al vieții destul de primitiv. Matematicieni precum Edmond Halley, au dezvoltat tabelul sub forma matematicii asigurărilor de viață. La sfârșitul secolului XVIII, Thomas Malthus a tras concluzia că populațiile neverificate sunt subiectul unei potențiale creșteri. El se temea că o oarecare creștere a populației ar putea pune în pericol cantitațile de hrană, ducând la creșterea foametei si a sărăciei. Mai târziu, Gompertz și Verhulst vor prezenta modele mai complexe de analiză a populației.

## Tranziția demografică
Contrar prezicerilor lui Malthus, dar în aceeași linie cu ideile sale, creșterea națională a populației în mai toate țările dezvoltate, a ajuns pe undeva pe la zero, fără să fie ținute în frâu de foamete sau sărăcie, deoarece oamenii din țările dezvoltate tind să aibă mai puțini copii. Indicele de creștere a populației a scăzut, în ciuda faptului că speranța de viață a crescut în acele țări. Această matriță, de creștere lentă, sau de inexistență a creșterii, în țări preindustrializate, urmată de o creștere rapidă, urmată apoi de o creștere lentă odată ce fenomenul se termină se numește tranziție demografică.
Exemplu - Analiza demografică a satului Găvănoasa, raionul Cahul, Republica Moldova
     moldoveni (52,47%)
     ucraineni (27,31%)
     ruși (2,16%)
     găgăuzi (13,27%)
     bulgari (2,16%)
     români (1%)
     romi (1,08%)
     alte etnii / nedeclarată (0,55%)
Același șablon se observă în mult mai multe țări aflate în dezvoltare, astfel încât ea să fie diminuată în secolul următor, până când se va ajunge la un punct fix. Schimbarea s-ar putea face și cu migrări masive de populație, din zone mai mult ocupate către cele mai puțin ocupate. În Statele Unite se asteaptă ca până în 2015, numărul nou-născuților să scadă și la fel să se întâmple și cu copiii sub 15 ani până în 2025. Se așteaptă ca până în 2070, populația Terrei să crească până la 9 miliarde de locuitori.